# Geschichte der arabischen Sprache

Verbreitung der arabischen Sprache

Die Geschichte der arabischen Sprache befasst sich mit der Entwicklung der semitischen Sprache Arabisch. Sie beginnt strenggenommen erst mit dem Einsetzen schriftlicher Überlieferung in arabischer Sprache. Das früheste schriftliche Dokument ist der Korankodex, der in der Ära des dritten Kalifen Uthman ibn Affan (644–656) entstand. Die vorislamische Dichtung, die zwar bis ins 6. Jahrhundert zurückgeht, wurde nach mündlicher Überlieferung erst im 7. und 8. Jahrhundert fixiert. Beide Sprachdenkmäler, Koran und Poesie, bildeten für die arabischen Philologen des 8. und 9. Jahrhunderts die Grundlage, ein Lehrsystem mit einem hohen Maß an Normiertheit zu schaffen, das die arabische Sprache zu einer Kultur- und Bildungssprache machte.
Die arabische Sprache ist die verbreitetste Sprache der semitischen Sprachfamilie und eine der sechs offiziellen Sprachen der Vereinten Nationen. Arabisch wird heute von rund 300 Millionen Menschen als Mutter- oder Zweitsprache in 22 arabischen Ländern und zahlreichen anderen Ländern in Asien und Afrika gesprochen. Als eine der sechs häufigsten Sprachen der Welt und Sprache des Islam ist das Arabische eine Weltsprache. Gemessen an der Zahl der Muttersprachler steht sie an fünfter Stelle.

## Ursprung und Ausbreitung
Die ältesten Belege des Arabischen reichen bis ins 9. Jahrhundert v. Chr. zurück. Es sind Eigennamen in assyrischen Keilschrifttexten. Die dialektale Vielfalt der altarabischen Sprache ist durch Inschriften gut dokumentiert. Eine Inschrift aus dem Jahr 328 n. Chr. belegt die arabische Sprache in nabatäisch-aramäischer Schrift. Unter dem Einfluss des Handelsreiches der Nabatäer entwickelte sich in der Zeit zwischen dem vierten und dem sechsten Jahrhundert eine standardisierte arabische Verkehrssprache heraus.
Als voll ausgebildete Literatursprache tauchte das klassische Arabisch um die Mitte des 6. Jahrhunderts auf. Anthologien wie die Mu'allaqat enthalten thematisch vielfältige Gedichte in der Qasida-Form.
Mit dem Aufkommen des Islam und den Eroberungen der Araber im 7. und 8. Jahrhundert verbreitete sich die arabische Sprache. Sie verdrängte das Sabäische in Südarabien, das Aramäische in Syrien und im Irak, das Persische im Irak, das Koptische in Ägypten, die Berber-Dialekte in Nordafrika und behauptete sich neben Spanisch und Portugiesisch bis zum Ende des 15. Jahrhunderts auf der Iberischen Halbinsel. Von Tunesien aus wurde die Inselgruppe Malta arabisiert, und von Oman aus drang das Arabische nach Sansibar und Ostafrika vor.
Heute ist das Hocharabische als Schriftsprache in 22 arabischen Staaten in Gebrauch: Von Mauretanien bis zum Irak und vom Jemen bis nach Syrien. Arabisch wird außerdem von Minderheiten in Iran (Chusistan, am Nordufer des Golfs), Afghanistan (Nordwesten), in der ehemaligen Sowjetunion (Usbekistan), Zypern, der Türkei (Südosten), Israel und Äthiopien gesprochen. Darüber hinaus ist es die kultische Sprache auch aller nichtarabischen islamischen Völker.
„So steht das Arabische heute als eine Sprache von größter praktischer und wissenschaftlicher Bedeutung vor uns, eine Sprache, die sich trotz ihrer weiten Verbreitung und reich bewegten geschichtlichen Vergangenheit sehr rein und unbeeinflusst erhalten hat, die weniger fremde Bestandteile aufweist als die europäischen Kultursprachen. Und doch erreicht es sie in der Wendigkeit seines Ausdruckes durchaus.“ (Bertold Spuler)

## Das Arabische innerhalb der semitischen Sprachfamilie
Die semitischen Sprachen sind untereinander eng verwandt und weisen u. a. folgende gemeinsame Merkmale auf:
- Konsonantenschrift ohne Bezeichnung der kurzen Vokale (Ausnahme: Maltesisch)
- Kehllaute und emphatische Laute (Emphatischer Konsonant)
- Meist dreiradikalige Wurzeln
- Zwei grammatische Genera: maskulin und feminin
- Drei Numeri: Singular, Dual und Plural
- Status constructus
- Verschiedene Aktionsarten beim Verb: Intensiv, Kausativ, Reflexiv usw.
- Späte Herausbildung des Zeitbegriffs beim Verb (vollendet/unvollendet)
- Häufiges Vorkommen des Nominalsatzes bzw. Satz ohne Kopula, durch Verzicht auf Präsensformen von Sein
- Verwendung der Paronomasie (zum Beispiel: ein Sagender sagte)
- Neigung zur Parataxe (Nebenordnung) im Satzbau

## Schrift und Kalligraphie
„Man hat unter dem starken Eindruck der Aufnahme fremden Kulturgutes in die islamische Welt oft die Bedeutung unterschätzt, die bei ihrer Gestaltung den Arabern selbst zukam. Sie waren nicht nur Kämpfer und Träger der neuen Religion, sondern sie gaben ihr auch Sprache und Schrift.“ (Ernst Kühnel: Islamische Schriftkunst, 1942)
Alle heute gebräuchlichen Buchstabenschriften gehen letzten Endes auf eine semitische Konsonantenschrift zurück. Die arabische Schrift ist nach der lateinischen die meistverbreitete in der Welt. Ihr Geltungsbereich reicht von Zentralasien bis Zentralafrika und vom Fernen Osten bis zum Atlantik. Geschrieben in arabischer Schrift wird heute Persisch, Urdu (Pakistan und Nordwest-Indien) sowie die Berbersprachen und bis vor einiger Zeit die Turk- und Kaukasussprachen, Malaiisch (Indonesien), Somali, Haussa und Kiswahili.
Der Ursprung der arabischen Schrift ist nicht restlos geklärt. Es existieren viele Theorien darüber, von denen einige fundamentale Widersprüche enthalten. Die älteste Inschrift stammt angeblich aus dem 3. Jahrhundert n. Chr. Man vermutet, dass sie aus der nabatäischen Schrift hervorgegangen ist. Die arabischen Nabatäer bedienten sich bis dahin des Aramäischen als Schriftsprache. Die 22 Buchstaben des aramäischen Alphabets reichten jedoch nicht aus, die 28 Laute der arabischen Sprache auszudrücken. Daher entwickelten die Araber noch weitere sechs Buchstaben.
Typisch für die arabische Schrift sind die Schreibrichtung, die von rechts nach links verläuft, die Verbindung der Buchstaben miteinander sowie die Gleichförmigkeit einiger Buchstaben, die nur durch die über beziehungsweise unterliegenden diakritischen Punkte unterschieden werden. Sie ist eine Konsonantenschrift, bei der die Kurzvokale mittels Zusatzzeichen ausgedrückt werden können. Die Einführung der diakritischen, Vokal- und anderer Sonderzeichen wird gemeinhin dem arabischen Lexikographen al-Chalil ibn Ahmad (gest. 791) zugeschrieben.
Mit der Verbreitung der arabischen Sprache infolge der Islamisierung entstanden im Laufe der Jahrhunderte zahlreiche Schriftstile. Es entfaltete sich eine eigenständige Kunstrichtung – die Kalligraphie.
Die arabischen Kalligraphen verstanden »die Kunst des Schreibens als die Geometrie der Seele, ausgedrückt durch den Körper«. Diese Kunst in ihrer kodifizierten Form geht auf Ibn Muqla (886–940) zurück. Der Tatbestand, dass die arabische Schrift entlang einer horizontalen Linie geschrieben
wird, bildet die Grundlage für ein unbegrenztes Spektrum graphischer Formen, die sowohl auf Buchseiten als auch auf Wänden und anderen Flächen zutage treten. Im Folgenden sollen die wichtigsten Schriftarten kurz beschrieben werden:
a) Kufi: So benannt nach der Stadt Kufa im Irak. Eine geometrische Konstruktion, die sich auf eckige Elemente stützt. Diese Schriftform ist die älteste. Sie wurde hauptsächlich von Koranschreibern und Sekretären an Königshöfen benutzt. Die älteste erhaltene Inschrift vom Jahre 692 befindet sich im Felsendom in Jerusalem.
b) Naschi: Eine runde Form, die im 11. Jahrhundert die Kufi-Schrift ablöste. Sie diente vorwiegend zur Schreibung von wissenschaftlichen und literarischen Werken. Auch die Koranschreiber bedienten sich dieser Schrift.
c) Thuluth: Eine komplexe Struktur, die einen feierlichen, liturgischen Wert besitzt. Sie wurde für die Überschriften der Suren im Koran und die architektonischen Arabesken verwendet.
d) Ruqa: Eine kräftige, fette Schrift mit vertikalen Linien und abgerundeten Häkchen auf dem Buchstabenkopf. Sie ist von den Türken entwickelt worden.
e) Diwani: Eine lebhafte, kursive Form, die im 15. Jahrhundert ebenfalls von den Türken entwickelt und gepflegt wurde. Diwani war in erster Linie die Schriftform der Staatsverwaltung und Kanzleien.
f) Taliq: Eine nicht allzu anspruchsvolle Form, in der einige Buchstaben in die Länge gezogen werden.
g) Nastaliq: Eine im 15. Jahrhundert von den Persern entwickelte Schrift, die in Persien und Pakistan u. a. bei der Gestaltung von Briefen, Buchtiteln und Plakaten eingesetzt wird. Nastaliq ist eine Kombination aus Nasch und Taliq.
Bis zur Erfindung des Papiers galt der aus der Sumpfpflanze gewonnene Papyrus als wichtigster Stoff zur schriftlichen Niederlegung. Zwar war er den Arabern bereits in vorislamischer Zeit bekannt, fand jedoch erst nach der Eroberung Syriens und Ägyptens häufige Verwendung. In besonderem Maße eignete sich der Papyrus für die Korrespondenz der Kalifen und überhaupt für Verwaltungszwecke, da eine Fälschung der Schriftstücke ohne Beschädigung des Papyrus ausgeschlossen war.
Die Verarbeitung des Papyrus zu Schreibmaterial wurde anfangs in Ägypten betrieben, später auch im Irak, wo die erste Manufaktur im Jahre 836 in Samarra gegründet wurde. Bereits um die Mitte des 10. Jahrhunderts wurde Papier hergestellt. In Damaskus und Basra (Irak) entstanden Papiermühlen, die das weite islamische Gebiet mit Papier versorgten.
Neben Papyrus wurden seit vorislamischer Zeit auch Leder, Pergament, Holz, Palmzweige, Steine, Textilien, Rippen und Schulterblätter von Kamelen sowie Tonscherben zum Schreiben benutzt. Als Schreibwerkzeug diente hauptsächlich eine Rohrfeder, auf deren Handhabung bei der Ausbildung
eines Schreibers besonderer Wert gelegt wurde.
Die Tinte war in zwei Arten gebräuchlich: Die einfache bestand aus Ruß und Honig, die andere aus Galläpfeln und verschiedenen Zusätzen wie Kampfer, Aloe und Gummi. Der Schreiber stellte seine Tinte selbst her, da er darauf bedacht war, dass sie keine Beimengungen von zersetzender Wirkung enthielt. So hinterließen islamische Kalligraphen besondere Rezepte zur Herstellung von Tinte.

## Problematik der Schrift
„Wir sind das einzige Volk, das verstehen muss, um lesen zu können, während alle anderen Völker der Erde lesen um zu verstehen.“ (Anis Furaiha: Ein leichteres Arabisch. 1955)
Ein wesentlicher Nachteil der arabischen Schrift besteht wohl im Fehlen der Buchstaben für die Kurzvokale, die unter anderem als Träger grammatischer Funktionen zur Herstellung logischer Zusammenhänge im Satz dienen. Ein Wort wie »mlk ملك« beispielsweise kann im Kontext je nach Sinn verschieden interpretiert werden: malaka »besitzen«, mulk »Herrschaft«, milk »Eigentum«, malik »König« oder malak »Engel«. Oft genug erschwert diese Homographie die Deutung der Texte.
Ein anderer Unsicherheitsfaktor resultiert aus der Ähnlichkeit einiger, lediglich durch diakritische Punkte differenzierter Buchstaben beziehungsweise durch deren Anzahl und/oder Stellung, was nicht selten zu Verwechslungen führt (vgl.: n und b, t und th, d und dh, dsch und kh, s und sch usw.). Als zusätzliche Erschwernis erweist sich zudem die Tatsache, dass die Schreibung der arabischen Buchstaben im Gegensatz zu den lateinischen von ihrer Stellung im Wort (Anfang, Mitte, Ende, isoliert) abhängt.
Jene erwähnten Besonderheiten stellen sich erneut bei der mechanischen Wiedergabe der Schrift. So werden z. B. im Gegensatz zur deutschen Schreibmaschine mit nur 88 Typen für eine arabische 137 Typen benötigt, was allerdings im Zeitalter des Computers gar keine Rolle mehr spielt. Noch spürbarer wirkten sich diese Eigenheiten beim Druck aus, da durch die erhebliche Anzahl von Drucklettern (durchschnittlich 700) zwangsläufig die Druckkosten stiegen. Auch diese Problematik ist so gut wie nicht mehr vorhanden.
Angesichts der genannten Eigenarten der arabischen Schrift erhob sich die Frage, ob man sie nicht durch die lateinische Schrift ersetzen solle. Einige arabische Intellektuelle vertreten sogar den Standpunkt, dass die Rückständigkeit der arabischen Welt in Zivilisation und Wissenschaft von ebendiesem Schriftsystem herrühre. Indes überwiegt unter den arabischen Gelehrten die gegenteilige Meinung. Sie sehen in der Latinisierung des arabischen Alphabets eine Einbuße des Geistes der arabischen Sprache, den Verlust der Seele arabischer Kultur, die Zerstörung der ursprünglichen Grammatikstrukturen und das Verschwinden der Kalligraphie, jener abstrakten Kunst des Islam.
So blieben alle bisher unternommenen Anstrengungen, die arabische Schrift zu reformieren, fruchtlos. Denn die Sprachgeschichte lehrt, dass eine Schrift erst dann eine Änderung beziehungsweise Erneuerung erfährt, wenn sie von einer anderen, von Tradition und Gewöhnung unbelasteten Sprachgemeinschaft übernommen wird. Dieser Fall trat bei der Verwendung der arabischen Schrift für nicht-semitische Sprachen ein. So wurden beispielsweise im Persischen, Urdu und Paschto zusätzlich neue Buchstaben für die Laute geschaffen, die das Arabische nicht kennt.
Obgleich die arabische Schrift schon eine Art Stenographie darstellt, verfügt das Arabische über eine Kurzschrift (ichtizal). Dieser Begriff taucht erstmals bei Sulaiman al-Bustani (1856–1925) auf. Die jüngste und rationellste Stenographie stammt von André Baquni, Professor für Daktylographie an der Universität Damaskus. Außerdem schuf er eine Kurzschrift, die auf vereinfachten beziehungsweise verkürzten Buchstaben des arabischen Alphabets beruht.

## Sprachentwicklung
„In der Geschichte der arabischen Sprache gibt es kein Ereignis, das ihr Schicksal nachhaltiger beeinflusst hätte, als das Aufkommen des Islams.“ (Johann Fück: Arabiya. 1950)
Aufgabe der Sprachgeschichte ist es vornehmlich, Veränderungen innerhalb einer Sprache festzustellen und ihre Ursachen zu klären. Angewandt auf die Geschichte der arabischen Sprache gerät man allerdings in Bedrängnis, da sich das Arabische in seiner Struktur seit seiner Normierung im 9. Jahrhundert kaum spürbar verändert hat.
Was sich im Laufe der Jahrhunderte gewandelt hat, zeigt sich offenkundig nur im Wortschatz, denn neue Sachen und Vorstellungen erfordern neue Bezeichnungen, die frühere verdrängen und schließlich in Vergessenheit geraten lassen. Wörter sind also austauschbar und beeinflussen die Struktur einer Sprache nur geringfügig. Eine strukturelle Sprachumschichtung tritt erst dann ein, wenn der Satzbau Veränderungen erfährt und neue Wege geht. Das kann für alle Entwicklungsphasen der arabischen Schriftsprache ausgeschlossen werden.
Die Geschichte einer Sprache beschränkt sich natürlich nicht auf die Sprache der Dichter oder die Hochsprache der Gebildeten. Sprachgeschichte ist auch nicht nur Stilgeschichte der schönen Literatur und der gepflegten Sprachkultur. Der Dialekt, das ist die spontane Umgangssprache der verschiedenen Schichten und Gruppierungen, ist ebenfalls ein wesentlicher Teil einer Sprache. Die Hochsprache ist im Grunde nur eine besondere Ausprägung, die oft nur auf schmaler sprachsoziologischer Basis ruht.
Daher darf nicht vorausgesetzt werden, dass sie den wirklichen Sprachzustand einer Zeit repräsentiert oder für die Sprachentwicklung allein ausschlaggebend ist. Die Entwicklungsgeschichte der arabischen Dialekte liegt jedoch immer noch im Dunkeln, so dass wir heute auf die Erfüllung der meisten Forderungen der sprachhistorischen Betrachtung verzichten müssen.
Daraus ergibt sich, dass der Gegenstand der arabischen Sprachgeschichte nicht in der Ergründung des Sprachwandels bestehen kann, sondern vielmehr in der Beantwortung einer Kardinalfrage, nämlich: Warum vermochte die arabische Sprache trotz ihrer Verbreitung in die entlegensten Teile der Erde und ihrer Kontaktstellung mit den verschiedenartigen Völkern, Sprachen und Kulturen zwar ihren Einfluss auszuüben, selbst aber nur unwesentlich äußeren Einwirkungen zu unterliegen und sich so bis in unsere Gegenwart als lebendige Sprache zu behaupten? Eine Antwort darauf mag in der folgenden Aussage liegen:
»Bisher hat die klassische Arabiya ihre führende Stellung wesentlich dem Umstand verdankt, daß sie in allen arabischen Ländern und weit darüber hinaus als sprachliches Symbol der kulturellen Einheit der Islamwelt diente. Bisher hat die Wucht der Tradition sich immer noch stärker erwiesen als alle Versuche, die klassische Arabiya aus dieser ihrer allbeherrschenden Stellung zu verdrängen. Wenn nicht alle Erwartungen täuschen, wird sie auch in Zukunft diese Stellung als islamische Kultursprache behaupten, solange es eine islamische Kultureinheit gibt.«
Die Frage, warum sich die arabische Schriftsprache kaum verändert hat, steht in einem Zusammenhang mit der vorhergehenden Frage und lässt sich anhand der Fülle vorhandener Belege leicht beantworten:
»Die von den arabischen Nationalgrammatikern mit unermüdlichem Fleiße und bewundernswerter Hingabe aufgestellten Regeln haben die klassische Sprache in allen ihren Aspekten phonetisch, morphologisch, syntaktisch und lexikalisch so umfassend dargestellt, daß ihre normative Grammatik einen Zustand der Vollendung erreicht hat, der keinerlei Weiterentwicklung zulässt.«

### Vor- und Frühislam
Unser Wissen über den Sprachzustand des Arabischen in vorislamischer Zeit beruht auf den spärlichen Überlieferungen muslimischer Autoren. Wenngleich diese Schriften keine gesicherten Schlussfolgerungen zulassen, so vermitteln sie doch durch brauchbare Hinweise eine Vorstellung von jener Epoche. Diese Autoren vertraten die einhellige Meinung, dass die arabische Sprache auf den Dialekt der Quraisch, dem Stamme des Propheten, zurückzuführen sei, da alle Spuren nach Mekka und Umgebung als Geburtsstätte des Arabischen führten.
In der Tat nahm Mekka spätestens im 6. Jahrhundert eine Zentralstellung auf der Arabischen Halbinsel ein. Als Stätte des von zahlreichen Stämmen verehrten Heiligtums, der Kaaba, und als bedeutender Handelsplatz in einem ausgedehnten Netz intensiver Handelsbeziehungen verhalf es dem Stamm der Quraisch zu Macht und Ansehen. Aufgrund dieser Vorrangstellung gewann auch ihr Dialekt bei anderen arabischen Stämmen an Bedeutung, wobei der Unterschied zwischen den Dialekten dieser Sprachregion geringfügig gewesen sein muss. Ständig wiederkehrende Kontakte zwischen verschiedenen arabischen Stämmen auf den Märkten in und um Mekka, vor allem auf dem Markt »Ukaz«, auf dem ein reger kultureller und sprachlicher Austausch stattfand, begünstigten diesen Umstand.
Bis zum Aufkommen des Islam war die arabische Sprache beherrscht von der Dichtkunst, die bereits Anfang des 6. Jahrhunderts hoch entwickelt war. Ihre Themen reichten von den Klageliedern über die verlassene Wohnstatt der Geliebten, dem gefahrvollen Wüstenritt, der Beschreibung von Landschaften, Tieren und Naturereignissen bis hin zum Selbstlob, Schmäh- und Spottgedichten.
Dagegen spielte die Prosa im Vorislam offensichtlich nur eine nebensächliche Rolle im kulturellen Leben. Sie beschränkte sich nämlich auf einige Tierfabeln, Nachrichten und Legenden über die Stammeskämpfe der Araber, auf Sprichwörter und verschiedene Sprüche und Verwünschungen der Stammeswahrsager, die alle in Reimprosa abgefasst waren.
Die sprachliche und gesellschaftliche Situation im Vor- und Frühislam ist am zuverlässigsten im Koran (um 650) dokumentiert. In ihm spiegelt sich zugleich das wirtschaftliche, kulturelle, politische und religiöse Leben der Araber wider.
Die durch die neue Religion entstandenen gesellschaftlichen Verhältnisse sowie das durch die Koransprache als einigende Kraft hervorgerufene sprachliche Bewusstsein schufen neue Wertvorstellungen, die in einem umfangreichen Wortschatz ihren Ausdruck fanden. Von nun an galt der Koran als Sprachregler und Gesetz gleichermaßen und diente der späteren Normierung der Sprache als Fundament, das bis in unsere Tage das Schicksal der arabischen Sprache nachhaltig beeinflusst.

### Rechtgeleitete Kalifen
Nach dem Tode des Propheten (632) und während der Ära der rechtgeleiteten Kalifen (632–661) blieb das Zentrum der Macht weiterhin in den heiligen Städten Mekka und Medina, obwohl die arabischen Heere die größten Zivilisationszentren erobert hatten. Dabei waren die Araber in allen eroberten Gebieten zahlenmäßig in der Minderheit. Ihre Sprache war mit einem Male mit neuen Bedürfnissen eines sich ständig ausbreitenden Reiches konfrontiert. Sie besaß keine Ausdrücke für Verwaltung, Politik, Gesetzgebung und andere Bereiche, die in der weltoffeneren Gesellschaft der unterworfenen Regionen mit ihren eigenen sprachlichen und kulturellen Traditionen benötigt wurden.
Diese neue Lage stellte eine ernstzunehmende Gefahr für die arabische Sprache dar, da die Eroberer dem Einfluss der "fortschrittlichen" besiegten Völker zu unterliegen schienen. Ob in Ägypten oder Syrien, im Irak oder Persien – die Araber sahen die Notwendigkeit, die Sprache der Eroberten für administrative Belange zu übernehmen: Griechisch in Ägypten und Syrien, Persisch im Irak und in den östlichen Provinzen. Eine sprachliche Eroberung der von der Halbinsel weit entfernten Gebiete schien angesichts dieser Situation unwahrscheinlich, wenn nicht sogar unmöglich. Die Sprache des Koran geriet in Gefahr, unterzugehen oder zumindest von einer vielsprachigen Gesellschaft verwässert zu werden. Das klassische Koran-Arabisch hat einen stark synthetischen Sprachbau, wogegen Mittelgriechisch und Mittelpersisch eher analytisch geprägt sind. Die islamische Expansion führte zur Aufspaltung des Arabischen in eine klassische, auf dem Koran beruhende Schriftsprache, und in die lexikalisch und grammatisch untereinander sehr unterschiedlichen arabischen Dialekte, die einen analytischen Sprachbau aufweisen und ausschließlich dem mündlichen Gebrauch vorbehalten sind. Bis heute wird jede neue Generation von Arabischsprechern in diese Diglossie hineingeboren.
Ein für das Überleben der arabischen Sprache wichtiges Moment war die traditionell starke Bindung des Arabers an seine Sprache, die nun auch noch die Sprache der göttlichen Offenbarung war. Sprache und Religion waren und sind immer noch eins. Wollte man den Koran verstehen, musste man die Sprache bewahren, beziehungsweise um die Sprache zu verstehen, musste man den Koran bewahren. Heirat und Adoption unter Arabern und Nichtarabern einerseits und ihre enge Zusammenarbeit in den führenden Positionen des islamischen Reiches andererseits förderten diesen Prozess. Dabei sollte die Rolle der ersten vier Kalifen nicht unterschätzt werden.
Der weitsichtige Kalif Omar (634–644), der eigentliche Begründer des islamischen Reiches, sorgte dafür, dass seine Landsleute in den eroberten Provinzen als Minderheit nicht untergingen. Indem er sie in Zeltlagern vor den Großstädten stationierte und ihnen den Erwerb von Grundbesitz verbot, verhinderte er, dass sie heimisch wurden und bewahrte sie so vor Zersplitterung und Verlust oder Verunstaltung ihrer Sprache.
Der dritte Kalif Uthman (644–656) ließ die erste offizielle Fassung des Koran erstellen, und der vierte Kalif Ali (656–661) ordnete die Normierung der Sprache an, als sie – seiner Ansicht nach – zu entarten drohte.
Aus religiösen Gründen bestanden alle vier Kalifen darauf, die Sprache der göttlichen Offenbarung zu lehren, zu verbreiten, zu pflegen und vor jeglichen zersetzenden Fremdeinflüssen zu bewahren, was ihnen offensichtlich auch gelungen ist.

### Umayyaden
Die Epoche der Umayyaden-Dynastie (661–750) ist gekennzeichnet durch die ausgedehnten arabisch-islamischen Eroberungen, die insofern zu einem Wandel des Lebensstils führten, als eine Vermischung der arabischen Eroberer mit der eroberten Bevölkerung einsetzte. Damaskus als Sitz des neuen Kalifats schien die Halbinsel, das Mutterland der arabischen Sprache, völlig in den Schatten treten zu lassen. Doch das Interesse an der Sprache ließ nicht nach.
Die Umayyaden blieben der Sprache ihrer Vorfahren und des Koran treu. Zahlreiche Hinweise deuten darauf hin, dass einige Kalifen die Auffassung vertraten, dass die beste Erziehung nur in der Wüste zu genießen sei. Zu diesem Zweck, zur sprachlichen Ausbildung und um den Geist des Lebens in der Wüste zu erfahren, wurden Mitglieder der herrschenden Familie dorthin geschickt.
Am Kalifenhof galt eine gepflegte Sprache als Zeichen des Adels, korrektes Arabisch sowie Redegewandtheit waren Voraussetzung für höhere Positionen. Gründliche Kenntnis des Arabischen und der Grammatik stellte sogar eine der Vorbedingungen für die Thronfolge dar.
Die Umayyaden waren vor allem mit der traditionellen Dichtkunst, die die Wüste hervorbrachte, eng verbunden, wobei der Dichter eine ähnliche Rolle wie im Vor- und Frühislam spielte. Als Sprachrohr der Öffentlichkeit unterstützte er die Herrscher oder war ihr erklärter Gegner. Neben der Dichtkunst nahm auch die Rhetorik einen bedeutenden Platz ein. Vom Rhetoriker wurde erwartet, seinen Gedanken in beredter und klangvoller Sprache Ausdruck zu verleihen, worauf im Wesentlichen sein Erfolg beruhte. So nimmt es nicht Wunder, dass die beiden Statthalter Ziyad ibn Abih (gest. 676) und al-Haggag (gest. 714) weniger aufgrund ihrer Kriegführung als vielmehr durch ihre Beredtheit Berühmtheit erlangten. Auch die Predigten von Hasan al-Basri (gest. 728) dienten zeitgenössischen und späteren Rednern als Vorlage.
Alles in allem entfaltete sich die Prosa zu einer wichtigen Sprachform, deren Begründer Ibn al-Muqaffa' (gest. 757) war. Seine Werke wurden für die nachfolgende arabische Prosa mustergültig und bedeutender Bestandteil der schönen Literatur (adab).
In weniger als einem Jahrhundert gelang es den Umayyaden, die Sprache zu verbreiten und aus ihr ein Mittel des literarischen Ausdrucks zu machen. Bereits Anfang des 8. Jahrhunderts ergriff der Kalif Abd al-Malik (685–705) eine Reihe von Maßnahmen zur Sicherung der Vorrangstellung der arabischen Sprache im weit ausgedehnten islamischen Reich. Als staatspolitischer Akt nahm die Arabisierung ihren Anfang mit weitreichenden Konsequenzen für die Ausbreitung der Sprache. Amtliche Register sowie wichtige Akten, besonders die der Steuerbehörde, wurden ins Arabische übersetzt. Von nun an galt es, bei allen Verwaltungsvorgängen sich des Arabischen zu bedienen. Auch in den staatlichen Wirtschaftsmonopolen, so zum Beispiel in den ägyptischen Manufakturen zur Herstellung von Papyrus und anderen Luxusstoffen, setzte die Arabisierung ernsthaft ein. Neue Goldmünzen mit arabischer Aufschrift traten an die Stelle der byzantinischen und persischen.
Der Kalif Abd al-Malik setzte etliche Reformen zur Konkretisierung der Sprache durch. Sie bestanden unter anderem in der Setzung von diakritischen Punkten zur Unterscheidung identischer Buchstaben und in der Verwendung von Vokalzeichen, um das Erlernen der Sprache zu erleichtern und ein korrektes Lesen zu gewährleisten. Dies hatte zur Folge, dass viele Nicht-Arabischsprachige die Sprache der Eroberer erlernten und so die Möglichkeit bekamen, öffentliche Ämter zu bekleiden.
Nunmehr stand die Arabisierung auf einem festeren Fundament und trug erheblich zur Verbreitung des Arabischen in einem weiten Gebiet bei. Als Amts- und Kultursprache verdrängte es Griechisch und Aramäisch in Syrien und Palästina, Koptisch in Ägypten, Latein und Berber-Dialekte in Nordafrika und Spanien und Persisch sowie andere Sprachen in den Ostprovinzen. Die arabische Sprache hatte einen adäquaten Wortschatz in der Jurisprudenz, Rhetorik, Grammatik, Verwaltung, Theologie und anderen Disziplinen erlangt, war jedoch im Bereich der Philosophie, Medizin und Naturwissenschaften etwas zurückgeblieben.
Durch die großartige Leistung, die die Umayyaden als Vermächtnis hinterließen, wurde der Grundstein für die spätere Entfaltung der arabischen Sprache unter den Abbasiden gelegt.

### Abbasiden
Mit dem Abbasiden-Kalifat (750–1258) von Bagdad nahm eine neue Epoche in der arabischen Sprachgeschichte ihren Anfang. Das geistige Zentrum der Kultur verlagerte sich in die Städte des Irak. Die beduinische Gedankenwelt, die den vormals herrschenden Umayyaden so wohl vertraut war, konnte bei den mit Hilfe der Perser an die Macht gelangten Abbasiden naturgemäß nicht denselben Stellenwert einnehmen, da ihnen jene innere Beziehung zum Arabertum fremd war.
Charakteristisch für die frühabbasidische Zeit war die ständige kulturelle Konkurrenz zwischen Arabern und Persern, die zwar den Islam annahmen und das Arabische in Wort und Schrift beherrschten, die aber ihre neue Stellung sowohl am Hofe der Kalifen als auch im Kulturleben voll Stolz wahrnahmen. Ihren gesellschaftlichen Aufstieg vom Status der sogenannten Klienten (mawali) zur mitherrschenden Schicht stellten sie nicht selten zur Schau. Die Araber empfanden die Eindringlinge als Herausforderung und begannen, die in der altarabischen Tradition verwurzelten Werte zu betonen. Aus dieser Rivalität zog die arabische Sprache großen Nutzen und hatte im 10. Jahrhundert ihren Höhepunkt erreicht.
Die städtische Poesie kam besonders in der im Jahre 762 gegründeten Residenzstadt Bagdad zu voller Entfaltung. Die strengen Formen der alten Oden wurden gelockert und auf einen neuen Themenkreis erweitert. Einer der ersten, der sich von der konventionellen Dichtung abwandte, war der Dichter Abu Nuwas (gest. 810), der hoch in der Gunst des Kalifen Hārūn ar-Raschīd (786–809) stand.
Eine Fülle vorwiegend aus dem Mittelpersischen angefertigter Übersetzungen begünstigte nicht nur das Einfließen neuer Gedanken und Inhalte ins Arabische, sondern schuf auch einen neuen Stil. Der Perser Ibn al-Muqaffa' (gest. 757), bekannt durch seine Übersetzung der Tierfabelsammlung Kalīla wa Dimna bediente sich einer eleganten und klaren Sprache. Er verzichtete auf den bis dahin üblich überquellenden Reichtum des alten Beduinenwortschatzes sowie auf die herkömmliche Syntax und hatte so entscheidenden Anteil an der Prägung jenes modernen Prosastils, der für die frühabbasidische Zeit kennzeichnend und richtungweisend war.
Durch das verstärkte Eindringen der Nichtaraber in die literarische Domäne vollzog sich der allmähliche Übergang vom Beduinentum zur städtischen Kultur.
Als um 800 die Papierherstellung in vollem Umfang einsetzte, häuften sich überall Übersetzungen und Nachahmungen persischer Romane, die für einige Jahrzehnte den ersten Rang in der Kulturlandschaft einnahmen. Unter dem Stichwort »richtiges Benehmen« (adab) fand eine neue Literaturkategorie von einfachem Stil und unterhaltendem Charakter weite Verbreitung und erfreute sich allgemeiner Beliebtheit in der städtischen Gesellschaft.
In Form von Anekdoten und Romanen richtete sich die adab-Literatur bei der Vermittlung gesellschaftlicher Umgangsformen und korrekten Benehmens vorwiegend an die Adresse der Hofbeamten, Sekretäre und Verwalter. Einer der eigentlichen Schöpfer und glänzender Vertreter der modernen arabischen Prosa war der vielseitige Schriftsteller al-Gahiz (gest. 868), der in seinem umfangreichen Werk kaum ein Thema ausließ. Sein geschliffener Stil fand Nachahmung und beeinflusste die arabische Sprache und Literatur tiefgreifend.
Die steigende Zahl der zum Islam bekehrten fremdsprachigen Völker machte es insbesondere in der Mischkultur der Städte des Irak notwendig, das Erlernen des Arabischen zu erleichtern und Missverständnisse der religiösen Texte auszuräumen beziehungsweise zu vermeiden.
In Kufa und Basra widmete man sich dem Studium der Grammatik als notwendiger Hilfswissenschaft für die Bereiche der Literatur und der Theologie. Beide Grammatikschulen, die in der Erklärung sprachlicher Erscheinungen vielfach getrennte Wege gingen und später ihre Bedeutung als geistige Zentren zugunsten Bagdads verloren, genossen im islamischen Reich hohes Ansehen und erlebten bis zum Ende des 12. Jahrhunderts ihre Blütezeit. Die muslimischen Grammatiker waren eifrig bemüht, Sprachfehler und Abweichungen von der klassischen Sprache festzustellen, die korrekten Formen festzulegen, den reinen umfangreichen Wortschatz, Sprichwörter und Gedichte der Halbinsel zu sammeln, um so dem drohenden Degenerationsprozess des Hocharabischen entgegenzuwirken.
Durch das auf Initiative des Kalifen al-Ma'mun (813–833) gegründete Übersetzungsinstitut »Haus der Weisheit«, in dem zahlreiche Schriften griechischer Autoren ins Arabische übertragen wurden, und durch die von den fremden Völkern übernommenen und islamischen Auffassungen angepassten neuen Methoden und Denkformen, kristallisierte sich eine vielschichtige Fülle schöpferischer Werke von hohem wissenschaftlichem Niveau heraus. Außer den sogenannten arabischen Wissenschaften blühten unter anderem die Disziplinen der Philosophie, Astronomie, Medizin, Mathematik und der Naturwissenschaften, die später überwiegend von Spanien aus in lateinischer Fassung den Weg in das Abendland fanden. Das klassische Arabisch war nicht mehr nur die Sprache der Dichtung, sondern auch die der Wissenschaft, die in der Lage war, die kompliziertesten Sachverhalte entsprechend auszudrücken.
Weder Kosten noch Mühe scheuend und darauf bedacht, durch großzügige Förderung wissenschaftlicher Bestrebungen ihrem Namen Ansehen und Geltung zu verschaffen, zogen die Kalifen und Großen des Reiches eine Auslese arabischer wie persischer Gelehrter, Muslime, Christen und Juden in ihren Kreis.

### Niedergang
Es ist äußerst schwierig, wenn nicht gar unmöglich, einen Zeitpunkt oder einen Faktor zu benennen, der den Niedergang der arabischen Sprache und Kultur auslöste. Die Wurzeln mögen bis ins 10. Jahrhundert zurückreichen, als das islamische Reich hoffnungslos in sich gespalten war. Trotz der intellektuellen Blüte dieser Zeit zog die Spaltung im 11. Jahrhundert schwerwiegende Folgen nach sich.
Der rasche Aufstieg des Arabischen von der Sprache der Poesie und des Koran zur Sprache der Wissenschaft entsprang unter anderem dem Bedürfnis der Araber nach sprachlicher Einheit auf der Grundlage des Islam. Dieses Bedürfnis war jedoch bereits im 11. Jahrhundert im Schwinden begriffen. Durch den übersteigerten Dogmatismus verlor das literarische Schaffen nach und nach Impulse und steuerte langsam, aber sicher dem Niedergang entgegen. Nie zuvor hatte die arabische Sprache eine höhere Entwicklungsstufe erreicht als in dem Augenblick, als eine Wertminderung jedweder schöpferischer Betätigung einsetzte. Während die Sprache arabisch muslimischen Gelehrten weiterhin als Mittel zu Lehre und Wissenschaft diente, sank die Zahl derer, die sie als Literatursprache pflegten, zunehmend und war ausschließlich solchen vorbehalten, deren Geist sich in engen Bahnen bewegte und die sich häufig nur religiösen Fragen widmeten. Die Reimprosa, unter Hervorhebung der Form auf Kosten des Inhalts, war weitverbreitet und wurde bedenkenlos gebraucht. Ein wesentlicher, zum Niedergang beziehungsweise zur geistigen Stagnation der arabischen Kultur beitragender Faktor liegt möglicherweise auch darin, dass Ostasiaten wiederholt in muslimische Gebiete eindrangen. Die Seldschuken, ein Turkvolk, nahmen zwar den Islam an, förderten jedoch das Persische als Staats- und Literatursprache in einigen Ostprovinzen. Im Laufe des 13. Jahrhunderts brachten die Horden der Mongolen in den asiatischen Teil der islamischen Welt Verheerung und Verwüstung. Bagdad, Mittelpunkt des geistigen Lebens im Islam, wurde 1258 völlig zerstört. Bibliotheken und Bildungseinrichtungen wurden gänzlich vernichtet. Obwohl dieses Kulturzentrum sich zeitweilig nach Ägypten, Nordafrika und Andalusien verlagerte, wurden sogar dort, wo die islamische Tradition noch ihre Blütezeit erlebte, deutliche Verfallserscheinungen sichtbar.
Die Einstellung der Muslime zu den weltlichen Wissenschaften begann sich spürbar zu wandeln, und es fand eine Rückbesinnung auf die traditionellen Wissenschaften statt. Ibn Chaldūn (1332–1406), einer der herausragenden Historiker und Sozialwissenschaftler seiner Zeit, distanzierte sich strikt von der Philosophie und stellte sie auf eine Stufe mit der Alchemie und Astrologie, in der festen Überzeugung, dass alle drei Disziplinen der Religion abträglich seien.
Diese geistige Haltung ist ein unverkennbares Indiz dafür, wie sehr sich das Arabische von der Koransprache zur Sprache der Wissenschaft entwickelt hatte und veranschaulicht den damals vorherrschenden Geist der Frömmigkeit und Religiosität, der als Flucht vor den immer wiederkehrenden Unruhen und der Ungewissheit dieser Epoche gedeutet werden mag. Es mangelte an Stabilität und Ruhe, jenen Voraussetzungen für geistiges Wirken und kreative Arbeit.
Bereits im 14. Jahrhundert beklagte der berühmte Lexikograph Ibn Manzur (1233–1311), der das umfangreiche Nachschlagewerk Lisan al-Arab verfasste, den dekadenten Zustand der arabischen Sprache, sowie die Neigung des Volkes, einer Fremdsprache den Vorzug zu geben.
Nach etlichen Rückschlägen und einem systematischen Verlust der arabischen Identität war der Verfall nicht mehr aufzuhalten, bis die islamische Welt schließlich im 16. Jahrhundert unter die Herrschaft der Osmanen gelangte, die die meisten Gebiete des islamischen Reiches bis zum Ende des Ersten Weltkrieges verwalteten und im Laufe des 19. Jahrhunderts einen Teil an die europäischen Mächte abtreten mussten.
Während dieses langen Zeitraumes wurden Studium und Pflege der arabischen Sprache, die sich für intellektuelles Schaffen ausgezeichnet eignete, in den Hintergrund gedrängt. Zwar behielt das Arabische weiterhin seine Bedeutung im religiösen Leben, machte jedoch in der Verwaltung nach und nach dem Türkischen Platz, ein Umstand, der dazu beitrug, dass sich Arabisch als Ausdrucksmittel neuer wissenschaftlicher und abstrakter Ideen immer weniger eignete. Der wache und suchende Geist war dem Aberglauben gewichen, der von nun an das Bindeglied innerhalb der islamischen Gesellschaft war. Die scheinbare Einheit des Islam wurde weniger durch die Macht des Geistes als durch die des Schwertes aufrechterhalten.
Die Osmanen selbst fielen einem sich in übersteigerter Religiosität äußernden Ultrakonservatismus zum Opfer. Jegliche, auch noch so nützliche Neuerung stieß auf erbitterten Widerstand. Ob es sich nun um die Einführung der Drucktechnik im Jahre 1716 in der Türkei oder um die Erweiterung einer Straße in Kairo in der Ära des mächtigen Herrschers Muhammad Ali Pascha (um 1770–1849) handelte, stets widersetzte sich die Geistlichkeit mit aller Entschiedenheit. Für solche und ähnliche Unternehmungen musste ein Rechtsgutachten (Fatwa) vom Mufti eingeholt werden. Die Erlaubnis zur Aufnahme weltlicher Themen in den Lehrplan der Azhar-Universität in Kairo wurde erst 1883 erteilt.
Sprache und Literatur trugen erheblichen Schaden davon. Das Arabische verlor an Flexibilität und Genauigkeit. Nach beinahe vierhundertjähriger Herrschaft der Osmanen war das Schreiben in arabischer Sprache eine Seltenheit. Der Stil, nüchtern und karg, ließ jene Vitalität und Ausdruckskraft vermissen, die die Sprache über Jahrhunderte hindurch charakterisierten. Stattdessen wurde der administrative Schriftverkehr nur noch auf Türkisch abgewickelt und das klassische Arabisch durch eine Vielzahl von Dialekten verdrängt, die nicht nur von der breiten Masse, sondern auch von den Intellektuellen gesprochen wurde.
Das arabische Volk war sich indes immer weniger der Tatsache bewusst, dass seine Sprache im Mittelalter eine der bedeutendsten der Welt und eine schier unerschöpfliche Quelle literarischen Reichtums war. Bis in die zweite Hälfte des 19. Jahrhunderts, der Zeit der Erneuerung, blieben Poesie und Prosa, sofern sie nicht umgangssprachlich gehalten waren, im Wesentlichen nichts anderes als ein Abklatsch archaischer Formen ohne Inhalt.
In der Poesie bestand eine noch stärkere Tendenz zur Nachahmung der altarabischen Dichter. Dieser Zustand währte bis zum Anfang des 20. Jahrhunderts, bis einige arabische Autoren den Versuch unternahmen, die arabische Literatursprache aus ihrer Erstarrung zu lösen und die traditionellen Stilformen durch zeitgemäße aufzulockern beziehungsweise zu ersetzen, wodurch die arabische Sprache neuen Auftrieb erhielt, der sie in die Lage versetzte, sich als Sprache der Bildung, Kultur und Wissenschaft zu behaupten. Es wäre allerdings abwegig, anzunehmen, dass die arabische Sprache und Kultur während der Zeit der Dekadenz einen völligen Stillstand erreicht hätten. Gerade in dieser Epoche entstanden unschätzbare Werke, ohne die unser Wissen über das arabische Gedankengut äußerst begrenzt wäre.

### Renaissance
Der Zerfall des islamischen Reiches in Kleinstaaterei hatte nicht allein den unmittelbaren Niedergang der arabischen Kultur zur Folge. Trotz räumlicher Entfernungen riss der kulturelle Austausch dank der gemeinsamen Sprache nie ganz ab. Diese tiefe Verbundenheit der Araber mit ihrer Sprache und Kultur machte selbst vor den Grenzen nicht halt und ist infolgedessen bei jeder geistigen Strömung in der arabischen Welt gebührend zu berücksichtigen, da ohne sie die Renaissance nicht denkbar gewesen wäre.
Allerdings dürfen die von der westlichen Welt ausgehenden Impulse nicht unterschätzt werden. Man denke dabei an die Beziehung, die der Libanon bereits im 17. Jahrhundert zu Europa unterhielt, insbesondere aber an die Expedition Napoleons 1798 nach Ägypten, deren Auswirkungen trotz ihres rein militärischen Charakters auf den verschiedensten Ebenen gewaltig waren.
Das zweifellos einschneidendste und in seiner Wirkung auf die arabische Welt folgenreichste Ereignis war die Einführung und Nutzung des Drucks im 19. Jahrhundert. Seine Bedeutung für die Entwicklung, Ausbreitung und Vereinheitlichung der Schriftsprache lässt sich am besten daran ermessen, wenn man sich vergegenwärtigt, dass auch heute das Arabische weit weniger auf dem mündlichen Verkehr als auf der gedruckten Literatur beruht, ja dass sogar gegenwärtig im Grunde nur das gedruckte Arabisch als eine einheitliche Sprache gelten kann.
Der Druck eröffnete erstmals die Möglichkeit, das geschriebene Wort nicht länger einer auserwählten Zielgruppe vorzubehalten, sondern einer breiteren Leserschaft zugänglich zu machen. Ägypten befand sich, verglichen mit anderen arabischen Ländern, in denen Publikationen massiven Beschränkungen unterlagen, in einer ausgesprochen glücklichen wie beneidenswerten Lage. Zeitungen und Magazine hielten durch die Verbreitung neuester Ereignisse, aktueller, historischer wie sozialer Themen, die in intellektuellen Kreisen zu manch angeregter Diskussion Anlass gaben, die Öffentlichkeit auf dem Laufenden. Viele Syrer und Libanesen zog es auf der Suche nach Redefreiheit nach Ägypten, wo sie ihre freien Entfaltungsmöglichkeiten gesichert sahen. Sie gründeten dort Zeitungen und Verlage. Auf dem Büchermarkt erschien ein relativ reichhaltiges Angebot aus den unterschiedlichsten Bereichen. In verschiedenen Teilen der arabischen Welt zeichnete sich unmissverständlich der Einfluss der westlichen Welt ab. Zahlreiche politische, soziale und wissenschaftliche Einrichtungen wurden ins Leben gerufen, private und staatliche Schulen gegründet. Einen wertvollen Beitrag zur Verbreitung des Wissens leisteten die öffentlichen Büchereien.
Das westliche Vorbild schien allgegenwärtig und drückte selbst Parlamenten und Verfassungen seinen Stempel auf. Der Drang nach Europa und vor allem nach Amerika ging unverkennbar aus der stetig steigenden Zahl arabischer Emigranten im Laufe des 19. Jahrhunderts hervor und verdient insofern besondere Aufmerksamkeit, als die in der Emigration lebenden Araber westliche Denkweise, Sitten und Bräuche in ihre Heimat hineintrugen.
Die unentwegte Konfrontation mit der westlichen Kultur beziehungsweise durch deren Studium fand in einer Reihe arabischer Publikationen ihren Niederschlag und wirkte unmittelbar auf die arabische Sprache ein, indem sie moderne stilistische und phraseologische Varianten entstehen ließ. Demgegenüber stand das wachsende Interesse westlicher Gelehrter an arabischen Studien und der arabischen Sprache, das dem scheinbar verschütteten kulturellen Bewusstsein der Araber neuen Aufwind gab. Lebhafte Erörterungen über das Alte und Neue, Sprachreinheit und Fremdeinflüsse, waren jahrzehntelang fester Bestandteil intellektueller Begegnungen, bevor sich eine allgemeine Diskussionsmüdigkeit einschlich.
Aus den anfänglich krassen Gegensätzen zwischen Sprachkritikern und Modernisten und durch den ständigen Konflikt zwischen dem Festhalten am Überkommenen im Bewusstsein der eigenen ruhmreichen Vergangenheit einerseits und der Nachahmung der bewunderten westlichen Welt andererseits gingen Kompromisslösungen hervor, die sich in den Werken einiger Literaten und Übersetzer deutlich widerspiegeln. Sie bedienten sich zwar der klassischen Literatursprache, passten sie jedoch unter Verwendung von Lehnübersetzungen, Fremdwörtern und Neologismen den Bedürfnissen des modernen Lebens an.
Die arabische Literatur begann, aus ihrer Erstarrung zu erwachen. Prosa und Poesie streiften die Fesseln alter Formen und Stilarten ab. Die Autoren legten wieder mehr Wert auf den Inhalt als auf die Form. Auf dem Nährboden der Selbstkritik, begleitet von einem Gefühl des Nachholbedarfs, brach eine Zeit der Produktivität und Kreativität an.
Im Zuge der Errichtung von Universitäten, Instituten und Fachschulen, der verbesserten Infrastruktur und vor allem der Verbreitung von Presseerzeugnissen, Rundfunk, Film und Fernsehen trat die arabische Sprache eine Phase der Verjüngung an. Es entwickelte sich eine Art Neuhocharabisch, das sich zwischen Hoch- und Umgangssprache bewegt. Diese Tendenz offenbart sich am prägnantesten in der heute gängigen Geschäfts- und Zeitungssprache, in der die Einflüsse des Englischen und Französischen unverkennbar sind.
Eine Sprachkrise jedoch, die einige arabische wie europäische Sprachwissenschaftler so oft festgestellt haben wollen, ist nicht existent. Die Krise – wenn überhaupt – liegt in der Art der gegenwärtigen Betrachtung und Beschreibung der arabischen Sprache.

### Spracherneuerung
„Ein Überblick über die Geschichte der Fremdeinflüsse im Arabischen lehrt, dass es nie eine Zeit gab, welche derart imstande gewesen wäre, das Gepräge und die Eigenart der Sprache in den Krisenzustand zu versetzen, wie die Gegenwart.“ (H. Wehr: Die Besonderheiten des heutigen Hocharabischen. 1934)
Seit Beginn des 20. Jahrhunderts geriet die arabische Welt in den Sog gewaltiger Umwälzungen. Die Ausrichtung auf den Westen ging einher mit der Konfrontation westlichen Kultur- und Gedankengutes und der Infragestellung der eigenen Lebensverhältnisse. Neuentdeckungen und Entwicklungen in nahezu allen Bereichen läuteten ein Zeitalter des allgemeinen Umbruchs ein. Mit der Fülle und Vielfalt der Errungenschaften drangen verstärkt fremde Begriffe in die Sprache ein.
Im Schatten jahrzehntelanger akademisch-elitär geführter Diskussionen wurde die arabische Sprache durch Übersetzungen, vor allem aber durch die Presse so nachhaltig bereichert, dass die Schaffung neuer Terminologien als dringlichste Aufgabe in den Vordergrund rückte. Doch so sehr man sich auch allgemein dieser Notwendigkeit bewusst war, in der Wahl der Methode herrschte Unstimmigkeit. Die Puristen wenden sich strikt gegen die Aufnahme fremder Wörter mit der Begründung, sie führe auf lange Sicht zu einer Verfremdung der Sprache. Sie sehen in der Neubildung von Bezeichnungen durch Ableitung von arabischen Wurzeln den einzig sicheren Weg, die Reinheit und Integrität der Sprache zu bewahren.
Dieser Auffassung stehen die Vorbehalte einer zweiten Gruppe gegenüber, die den Gebrauch von Fremdwörtern in ihrer unveränderten Form befürwortet, da ihrer Meinung nach auf diese Weise die ursprüngliche Bedeutung gewahrt bleibt.
Eine dritte Gruppe schließlich ist bemüht, einen Weg zwischen diesen beiden Extremen zu beschreiten. Sie vertritt einen gemäßigten Standpunkt, indem sie sich dafür einsetzt, dass die Übernahme von Fremdwörtern immer nur der letzte Ausweg sein darf, wenn der Versuch, arabische Entsprechungen zu finden beziehungsweise sie zu integrieren, gescheitert ist. Diese Einstellung wurde von den Akademien von Damaskus, Kairo und Bagdad zum Prinzip erhoben.
Die Bemühungen, die sich nicht nur auf die Akademien beschränkten, sondern auch von Einzelpersonen ausgingen, verdienen insofern Beachtung, als der Wortschatz für nahezu jeden Bereich aufgefüllt wurde, wenngleich auch keine Einheitlichkeit in der Verwendung der neugebildeten Wörter herbeigeführt werden konnte. So wird beispielsweise in Syrien und Irak für das Wort Physik eine arabisierte Form gebraucht, in Ägypten dagegen ist eine arabische Entsprechung geläufig.
Auch in Zukunft werden sich derlei Unterschiede allein angesichts des ausgedehnten arabischen Sprachraumes nicht vermeiden lassen, ganz abgesehen von der Tatsache, dass eine Spracherneuerung, die naturgemäß ständig im Fluss ist, ohne Widersprüche nicht denkbar ist.

### Sprachakademien
„Daß es heute in dieser Zeit der Krise und trotz dieser Krise wieder ein sprachliches Gewissen gibt und ein beschränkter Teil der Literatur den Bahnen der klassischen Sprache folgt, darin dürfen die Fürsprecher der fusha الفصحى ein erfreuliches Merkmal dieser Zeit sehen.“ (H. Wehr: Die Besonderheiten des heutigen Hocharabischen. 1934)
Die im Jahre 1918 gegründete »Akademie für die Arabische Sprache zu Damaskus مجمع اللغة العربية بدمشق« ist die älteste Sprachakademie in der arabischen Welt. Seit 1920 gibt sie regelmäßig eine Zeitschrift heraus. Weitere bedeutende Akademien sind die von Kairo, gegründet 1932, und die »Irakische Wissenschaftliche Akademie«, gegründet im Jahre 1947. Seit 1976 existiert auch eine »Jordanische Akademie für die Arabische Sprache in Amman«.
Gegenwärtig zählt das im Jahre 1961 von der Arabischen Liga ins Leben gerufene »Ständige Büro zur Koordinierung der Arabisierung im arabischen Vaterland in Rabat« zu den wichtigsten Institutionen zur Pflege der arabischen Sprache im arabischen Sprachraum. Als überregionale Akademie obliegt ihm die Aufgabe, für die gesamte arabische Welt verbindliche Bezeichnungen für den modernen Wortschatz in Wissenschaft und Technik zu schaffen. Seine Forschungsberichte erscheinen regelmäßig in der von ihm herausgegebenen Zeitschrift »Die Arabische Sprache«, die in hoher Auflage kostenlos verteilt wird.

## Sprachwissenschaft
„Ehre, dem Ehre gebührt – die Araber haben für ihre Sprache gethan, was kein anderes Volk der Erde aufzuweisen vermag.“ (Max Grünert: Der Umlaut im Arabischen. 1876)
Der Umstand, dass auf der einen Seite der Koran nach islamischem Glauben unübersetzbar war, auf der anderen Seite die Zahl der im Zuge der ausgedehnten Eroberungen zum Islam bekehrten fremdsprachigen Nichtaraber zunahm, mag die Araber zur systematischen Erforschung ihrer eigenen Sprache veranlasst haben. Aber auch der bestehende Gegensatz zwischen der Sprachebene der Dichtung und des Koran einerseits und der der Dialekte andererseits begünstigte wohl das Nachdenken über die arabische Sprache und die Entstehung ihrer Grammatik.
Ausgehend von den genannten Gründen war also die Aufstellung von Regeln eine Notwendigkeit, um das Erlernen des Arabischen zu erleichtern, eine möglichst einheitliche Interpretation des Korantextes und der Überlieferung zu gewährleisten und vor allem Missverständnisse darin zu vermeiden beziehungsweise solchen vorzubeugen. Ebendies erklärt die Tatsache, dass die ersten sprachwissenschaftlichen Studien rein praktischer Natur waren und dass sich die Koranleser zugleich mit der Grammatik befassten.

### Grammatikschreibung
Um die Mitte des 8. Jahrhunderts entstanden in den irakischen Städten Basra und Kufa zwei rivalisierende Grammatikschulen, die später in der Schule von Bagdad aufgingen. Doch Methodik und Denkweise der Schule von Basra blieben auch in Bagdad vorherrschend.
Die Methode der Basrier basierte auf dem Prinzip der Analogie, nach dem die Regelhaftigkeit der Sprache im Vordergrund steht. Daher neigte der Analogist zur Korrektur all dessen, was er als Ausnahme in der Sprache erachtete. Seinem Verständnis nach war Sprache im Wesentlichen systematisch und in Modellen von Regeln einzuordnen.
Die Kufier als Anomalisten leugneten zwar nicht, dass bei der Wortbildung Regelmäßigkeiten existieren, wiesen jedoch auf die mannigfaltigen Formen hin, für deren Bildung das Analogieprinzip keine Erklärungen bot. Aus diesem Grund galt den Ausnahmen und Sonderformen das besondere Interesse der Kufier. Sie entwickelten eine eifrige Sammeltätigkeit, die insbesondere der Lexikographie zugutekam.
Die Bearbeitung der Grammatik beruhte bei beiden Schulen in erster Linie auf dem Koran, der aufmerksamen Beobachtung der Beduinensprache und den von Grammatikern gesammelten Belegen der vorislamischen Dichtung, die bis zu jener Zeit nur mündlich überliefert wurde und von der auf diese Weise erstmals Teile niedergeschrieben wurden.
Arabischen Quellen zufolge wird für die Schule von Basra Abu l-Aswad ad-Du'ali (gest. 688) als erster Grammatiker und Erfinder der Vokalzeichen genannt. Doch die systematische sprachwissenschaftliche Beschäftigung mit der Grammatik begann mit al-Chalil ibn Ahmad (gest. 787), der das früheste arabische Lexikon verfasste. Er gilt auch als der erste, der die arabischen Laute nach ihrer Artikulationsstelle klassifizierte und die Grundregeln der arabischen Metrik nach einem System aufstellte. Sein Schüler, der Perser Sibawaih (gest. 793), zählt zu den berühmtesten Vertretern der Grammatik basrischer Prägung.
Sibawaih hinterließ das Standardwerk »Das Buch«, das von späteren Philologen als unanfechtbar und unübertroffen angesehen wurde. Sein Verdienst bestand vor allem in der systematischen Erklärung phonetischer Erscheinungen, wobei der Einfluss seines Lehrers al-Chalil auch diesbezüglich unverkennbar ist.
Er beschrieb sehr präzise die Sprechorgane und die Lautbildung, teilte die arabischen Laute nach den verschiedenen Artikulationsstellen und Artikulationsarten ein und erkannte die Stimmhaftigkeit und die Stimmlosigkeit der Konsonanten. Ferner erläuterte er eindrucksvoll lautliche Phänomene wie Lautwandel, Lautverbindung, Vokalharmonie, Assimilation, Umlautung – eine Erscheinung übrigens, die in der deutschen Sprache erst im vorigen Jahrhundert erklärt wurde – und vieles mehr, was in der modernen experimentellen Phonetik weitgehend seine Bestätigung findet.
In der Residenzstadt Bagdad kam Ende des 9. Jahrhunderts die sogenannte gemischte Schule auf, deren Aufgabe darin bestand, eine Synthese der beiden Sprachsysteme zustande zu bringen. Aus dieser Verschmelzung, die sich im 10. Jahrhundert endgültig durchsetzte, entstand das grammatische System des Arabischen, das uns in einer Reihe von Werken der späteren Sprachwissenschaftler vorliegt.
Abgesehen von einigen Versuchen in den letzten Jahren, die traditionelle Grammatik zu erleichtern, bewahrte sie bis in unsere Gegenwart weitgehend ihren ursprünglichen Charakter und ist noch immer fester Bestandteil des Lehrplans an Schulen und Universitäten in allen arabischen Ländern.
Gemäß seinem Biographen soll Avicenna sich mit der Grammatik des Arabischen befasst haben. Seine dazu konzipierte Schrift mit dem Titel Die Sprache der Araber blieb aber ein Entwurf.

### Lexikographie
„In der gesamten Weltliteratur kann sich nur noch die lexikographische Wissenschaft der Chinesen mit der arabischen Lexikographie messen. Wieviel Opfer an Lebenszeit und Lebensgenuß, wieviel unermüdliche Sammelarbeit und wieviel jahrelange Geduld das Kompilieren eines Riesenwerks wie des Lisan al-Arab kostete, vermögen wir heute kaum noch zu ahnen.“ (Stefan Wild: Das Kitab al-'ain … 1965)
Die Lexikographie, die Aufzeichnung und Erklärung des arabischen Wortgutes, nahm als selbständige Disziplin innerhalb der arabischen Wissenschaften einen enorm wichtigen Platz ein.
Wie die Entstehungsgründe der Grammatik führen arabische Historiker das Aufkommen und die Deutung der Lexikographie auf religiöse Faktoren zurück, nämlich auf das Erfordernis, das Wort Gottes und seines Gesandten zu bewahren. Doch die frühesten Werke verfügen auch über eine Fülle von Sprachmaterial aus der vorislamischen Dichtung. In den arabischen Lexika wird wie allgemein üblich nach dem Prinzip der alphabetischen oder der semantischen Anordnung verfahren. Bei der Letzteren werden die Begriffe nach ihrer Zusammengehörigkeit aufgeführt.
Da im arabischen Sprachsystem nicht das Wort, sondern die Wurzel im Mittelpunkt steht, erscheinen alle Ableitungen unter derselben. Nach diesem Prinzip, das naturgemäß etymologische Gesichtspunkte in sich birgt, sind fast sämtliche arabischen Lexika verfasst.
Daraus ergibt sich, dass die Handhabung eines arabischen Nachschlagewerkes gründliche Kenntnis des Ableitungssystems der arabischen Grammatik voraussetzt. Um das Nachschlagen zu erleichtern, wurden in den letzten Jahren einige Wörterbücher nach dem europäischen Vorbild verfasst.

### Sprachtheorien
»sine linguis orientalibus
nulla grammatica universalis«
Fragen zur Entstehung der arabischen Sprache beschäftigten muslimische Denker jahrhundertelang. In unzähligen arabischen Werken wurde eine breite Palette von Grundfragen der Sprache erörtert, von denen im Rahmen einer Einführung nur einige gestreift werden können.
- „Die Sprache wird gewohnheitsmäßig erworben, so wie das arabische Kind seine Eltern und andere hört und von ihnen im Laufe der Zeit die Sprache erwirbt.“ (Ibn Faris (919–1005))
- „Der auffälligste Wesenszug der arabischen Literatur ist ein Element des Unerwarteten. Ohne dass auch nur eine Andeutung dessen vorliegt, was folgt, bricht immer wieder eine neue voll entfaltete literarische Kunst hervor, oft mit einer Vollkommenheit, wie sie von den späteren Vertretern derselben Kunstgattung nie mehr erreicht wird.“ (H. Gibb/J. Landau: Arabische Literaturgeschichte, 1968)

## Dichtung
Das früheste Denkmal der arabischen Literatur ist die vorislamische Dichtung, die bereits Anfang des 6. Jahrhunderts ein vollends entwickeltes System von Metrum und Reim aufwies. Diese erst im 8. Jahrhundert nur bruchstückhaft in Anthologien aufgezeichneten Gedichte legen auf eindrucksvolle Weise Zeugnis ab von dem Nomadenleben in der Wüste, die ihre Bewohner zur genauen und aufmerksamen Beobachtung erzieht.
Der Dichter »Wissender« genoss nicht nur als Künstler höchste Anerkennung bei seinem Stamm, sondern wurde auch als Seher mit magischen Kräften und übersinnlichem Wissen geehrt wie gefürchtet. Durch den Glauben an sein Bündnis mit dem Dämonischen, von dem er vermeintlich seine Eingebung erhielt, fiel ihm eine Sonderstellung zu.
Bis zum Aufkommen des Islam schien es, als böte sich dem Araber der Wüste einzig und allein die Poesie mit ihrer präzisen Metrik und dem Endreim als gemäßes Mittel, seinen schöpferischen Aussagen Ausdruck zu verleihen, wozu ihn seine Sprache geradezu herausforderte.
Zu der ältesten überlieferten Gedichtsammlung (Dīwān) gehören sieben Meisteroden, die sogenannten »Angehängten«, die nach der Legende bei der alljährlichen Messe von »Ukaz« in der Nähe von Mekka nach einem Wettbewerb preisgekrönt und in goldenen Lettern an die Wände der Kaaba gehängt worden sein sollen.
Vielfalt, Präzision und brillante Technik, gepaart mit einem schier unerschöpflichen Reichtum an differenziertem Wortschatz und üppiger Bildersprache, sind Wesensmerkmale der altarabischen Ode, deren Entwicklungsphasen im Einzelnen noch immer ungeklärt sind.
In der Regel besteht die Ode aus drei Teilen, wobei jeder Vers im Allgemeinen eine selbständige Aussage beinhaltet. Der Dichter begann mit einem Vorspiel, der Wehklage an der verwaisten Wohnstätte seiner Geliebten und über die schicksalhafte Trennung von ihr, ging dann zur Beschreibung seines gefahrvollen Wüstenritts zu ihr über, schilderte seine Erschöpfung durch die glühende Hitze, bejammerte sein erlahmtes Reittier und kam schließlich zum Hauptteil, dem Lob der Freigebigkeit seines Gastgebers und Gönners beziehungsweise zur Schmähung seiner Gegner oder der Stammesführer, die es ihm gegenüber an Gastfreundschaft mangeln ließen. Dabei wurden freilich Beduinentugenden wie Tapferkeit, Edelmut, Kühnheit und Stolz hervorgehoben.
Mit dem Aufkommen des Islam rückte die altarabische Dichtung in den Hintergrund und erlebte erst Ende des 7. Jahrhunderts einen neuen Aufschwung. Zu jener Zeit entstand in Mekka und Medina die Liebeslyrik, die die späteren Poeten unter den Umayyaden (661–750) nachhaltig beeinflusste.
Unter den Abbasiden (750–1258) wurde die neue Hauptstadt Bagdad zum Mittelpunkt der Literatur und Künste erhoben. Der Wandel im sozialen Leben zeitigte neue Strömungen und fremde Elemente, die sich in der Dichtung auch thematisch merklich niederschlugen. Ausgefallene bildliche Ausdrücke und eine geschmeidige Sprache kennzeichnen einen neuen Stil, den die Philologen seinerzeit abwertend das »Neue und Seltsame« nannten.
Die Anfang des 9. Jahrhunderts zur Vollendung gelangte Prosa verdrängte die Dichtkunst, die bis dahin in ihren eigenen Konventionen gefangen blieb. Einen ersten Versuch, diese Konventionen abzustreifen, unternahm der syrische Dichter Abu Tammam (gest. 846), indem er die archaische Beduinendichtung mit den ausschmückenden Elementen des »neuen und seltsamen« Stils kombinierte.
Der Zerfall der Zentralgewalt von Bagdad hatte eine Verlagerung des literarischen Schaffens an die Höfe einflussreicher Fürsten zur Folge. Dies war zum Beispiel der Fall in Aleppo, der Hauptstadt der Hamdaniden, in der sich hervorragende Poeten und Literaten im Kreise um den großzügigen, kunstliebenden Fürsten scharten.
Im 11. Jahrhundert begannen Vielfalt und Originalität der Dichtkunst allmählich zu erstarren. Die äußere Form wurde auf Kosten der inneren Gestaltung mit allen sprachlichen Mitteln gepflegt und hervorgehoben. Traditionelle Motive wurden oberflächlich behandelt, Themen und Inhalte durch Wiederholungen verwässert.
In Andalusien entstand zu Beginn des 13. Jahrhunderts eine neue Form mundartlicher Liebeslieder in gereimten Strophen, die von dort aus über Nordafrika in den arabischen Osten gelangte. Auch Sizilien, das zwischen 965 und 1085 unter muslimischer Herrschaft stand, brachte eine Reihe von Dichtern hervor.
Spätestens seit der Eroberung Ägyptens und der heiligen Stätten Mekka und Medina durch die Osmanen im Jahre 1517 fielen die arabischen Länder in eine tiefe literarische Passivität, die bis in das 19. Jahrhundert währte. Während dieser Zeit kam die Dichtkunst, bis auf einige wenige in den regionalen Dialekten verfasste Gedichte, zum Stillstand. Dies soll aber keineswegs bedeuten, dass die eintretende kulturelle Lethargie allein der Fremdherrschaft angelastet werden kann.
Im Zuge der Neuorientierung einiger arabischer Intellektueller in der zweiten Hälfte des 19. Jahrhunderts erwachte die arabische Literatur aus ihrer Erstarrung. Übersetzungen europäischer Werke ins Arabische wirkten positiv auf diese neue Entwicklung ein und setzten einen Umdenkprozess in Gang, dessen Spuren in der arabischen Literatur im Laufe der nachfolgenden Jahrzehnte immer deutlicher wurden. Indes unterlag die Dichtkunst in geringerem Maße und zu einem späteren Zeitpunkt als die Prosa dem Einfluss westlichen Gedankengutes. Die frühesten Dichter dieser Zeit schöpften vornehmlich aus der klassischen Poesie. Themen, Motive, Reim und Metrum richteten sich mehr oder weniger nach der traditionellen Dichtkunst. Der anspruchsvolle Stil des klassischen Arabisch, der ausgefeilt wie gekünstelt erschien, galt den Dichtern als Vorbild. Doch allmählich setzten sich auch historische, soziale, religiöse, politische und wirtschaftliche Themen durch.
Als einer der ersten Modernisten und Romantiker galt der Libanese Khalil Mutran (1871–1949), der schon als junger Mensch nach Paris kam und fast sein ganzes Leben in Ägypten verbrachte. Dem äußerst produktiven Mutran, der kaum ein Thema jener Zeit aussparte, glückte die Loslösung von der Reimtechnik und Metrik wie sie die traditionelle Dichtkunst kannte. Damit wurde der Grundstein für die Erneuerung der Poesie gelegt, die anderen Dichtern zu einem neuen Höhepunkt verhalfen.
In diesem Zusammenhang dürfen die Dichter der Emigration nicht unerwähnt bleiben, die durch ihre ausdrucksvollen und von Idealismus durchdrungenen Poesien einen wertvollen Beitrag zur Erneuerung leisteten. Es waren christliche Libanesen und Syrer, die ihre Aufgabe in der Rolle des Mittlers zwischen der orientalischen und der westlichen Kultur sahen. Aus ihrer Zweisprachigkeit gingen neue Ideen und Motive hervor, die die arabische Sprache nachhaltig bereicherten.
Die eigentliche Diskussion über die Erneuerung der arabischen Dichtung löste in den dreißiger Jahren das kritische literaturtheoretische Werk des ägyptischen blinden Gelehrten Tāhā Husain (1889–1973) über die vorislamische Poesie aus. Jüngere Lyriker brachen endgültig mit der alten Tradition und befreiten sich in ihren Gedichten von den starren Gesetzen der klassischen Metrik.
Die Niederlage der Araber im Sechstagekrieg 1967 inspirierte viele Lyriker zu Klageliedern, in denen Enttäuschung, Verzweiflung, Trauer und Pessimismus offen zutage treten.

## Prosa
„Dass sich außer dem Koran und den Erzählungen aus Tausendundeine Nacht eine arabische Literatur von ungewöhnlicher Vielfalt erhalten hat, ist verhältnismäßig wenig bekannt.“ (H. Gibb/J. Landau: Arabische Literaturgeschichte. 1968)
Abgesehen von dem Koran als erste einzigartige literarische Schöpfung ohnegleichen beschränkte sich die Prosa als literarisches Mittel bis zur Mitte des 8. Jahrhunderts auf Kanzleidokumente und Weisungen. Bei den frühesten uns bekannten Schriftstücken in Prosa handelt es sich um drei Sendschreiben von einem Hofsekretär des letzten Kalifen der Umayyaden Marwan II. (745–750).
Als am Kalifenhof von Bagdad das Interesse an der arabischen Vergangenheit wuchs, begann man mit der schriftlichen Niederlegung des altarabischen Erzählstoffes, der aus Beduinenfehden, Sprichwörtern beziehungsweise Fabeln und in islamischer Zeit auch aus Legenden über das Leben und die Siege des Propheten und seiner Gefährten bestand. Unter dem Begriff »feine Bildung« (adab) ging eine eigene Literaturgattung hervor, die sich mit unterschiedlichen Themen befasste.
Der aus Persien stammende Ibn al-Muqaffa' (gest. 757), ein Adab-Schriftsteller der ersten Stunde, gelangte durch Übersetzungen von Werken aus dem Mittelpersischen zu Anerkennung und Ruhm. Er hinterließ eine Tierfabelsammlung, Schriften über Moral und Ethik, Kurzgeschichten und Spruchweisheiten.
Bekannt sind die Adab-Werke des aus Basra stammenden Schriftstellers al-Djahiz (777–868), der in den intellektuellen Kreisen von Bagdad, Basra und Damaskus eine führende Rolle spielte. In seinem über 150 Schriften umfassenden Werk setzte er sich mit historischen, politischen und theologischen Fragen auseinander, desgleichen galt sein Interesse Themen aus dem Bereich der Botanik, Zoologie, Soziologie und Völkerpsychologie. Zu seinen bekanntesten Büchern gehören das »Buch der Beredsamkeit und Darlegung«, eine Abhandlung über Rhetorik, das »Buch der Geizkrägen« und das »Tierbuch«, in dem der mit äußerst kritischer Beobachtungsgabe ausgestattete Autor die Evolutionstheorie andeutet und den Zusammenhang zwischen Klima und Psyche darlegt. In zahlreichen Episteln beschrieb er typische Berufszweige, Lebensweisen und Sitten bestimmter Bevölkerungsgruppen in einem ebenso vollendeten wie witzigen Stil.
Als einer der bedeutendsten Literaten gilt al-Isfahani (897–967), der die zwanzigbändige enzyklopädische Sammlung »Buch der Lieder« hinterließ. Dieses Werk vermittelt aufschlussreiche Kenntnisse über das gesellschaftliche Leben der damaligen Zeit. Mit den unzähligen Anekdoten über Sänger, Komponisten und Dichter sowie den lebhaften und anschaulichen Schilderungen verschiedener historischer und gesellschaftlicher Geschehnisse bleibt diese Enzyklopädie ohne jeden Zweifel bis in die Gegenwart unübertroffen.
Die arabische Reimprosa, die bevorzugt in Episteln und Predigten verwendet wurde und seit dem 10. Jahrhundert sehr beliebt war, brachte die neue Literaturgattung »maqama« (Vortrag) hervor, deren Form teils dem Drama teils der Novelle nahekommt und im Konzept dem Schelmenroman ähnelt. Doch erst ein Jahrhundert später kam diese kunstvolle Reimprosa zur vollen Entfaltung. Der aus Basra stammende al-Hariri (1054–1122) führte sie in intellektuellen Kreisen ein und machte sie beliebt. Durch seine Sammlung von 50 Maqamem voller Witz und Originalität sicherte er sich in der Reihe der Meisterwerke der unterhaltenden arabischen Literatur einen festen Platz.
Die Verfallserscheinungen, die sich innerhalb der klassischen Literatur vollzogen, begünstigten das Entstehen einer Volksliteratur, die sich allmählich zu behaupten vermochte. Unter dem Titel Tausendundeine Nacht erschien im 12. Jahrhundert in Ägypten die später zur Weltliteratur gehörende Sammlung orientalischer Märchen und Anekdoten. Sie gehen wahrscheinlich auf eine im 10. Jahrhundert bestehende Anthologie von tausend Geschichten verschiedenen Ursprungs zurück, die iranische und indische Elemente enthielten.
In den im 14. Jahrhundert islamisierten Gebieten von Osteuropa, Russland, China, Indien, Malaysia und Zentralafrika beschränkte sich die Literatur auf historische und theologische Themen.
In China verfassten muslimische Autoren ihre Werke ausschließlich in chinesischer Sprache, obgleich sie sich dem Studium arabischer Schriften widmeten. Dagegen bedienten sich türkische Autoren des Arabischen und hinterließen eine beträchtliche Zahl von Werken.
In der Folgezeit bis zum 19. Jahrhundert zeichnete sich in der schönen Literatur eine gewisse Verflachung ab. Bis auf einige rühmliche Ausnahmen glitten die Literaten und ihre Werke in die Mittelmäßigkeit ab.
Die Voraussetzungen für die Entstehung einer modernen Prosa und der freien Entfaltung des Schriftstellers in den arabischen Ländern waren Anfang des 19. Jahrhunderts denkbar ungünstig. Jahrhunderte der Fremdherrschaft und der geistigen Lethargie brachten es mit sich, dass die Verwendung des Hocharabischen als einziges Medium der Literatur im Großen und Ganzen einer Elite vorbehalten blieb.
Die lokalen Dialekte nahmen überhand, und diejenige Schicht, die das geistige Leben in einer Gesellschaft zu tragen hat, war noch zu klein. Vor allem aber fehlte noch weitgehend der Leserkreis, der aufgrund des allerorts verbreiteten Analphabetentums nicht angesprochen werden konnte.
Doch all diese Hindernisse scheinen auf die Stärkung des nationalen Bewusstseins eher positiv gewirkt zu haben, ein Bewusstsein, das naturgemäß nach staatlicher Unabhängigkeit und Selbständigkeit verlangte. In der zweiten Hälfte des vorigen Jahrhunderts bahnte sich ein Erwachen im kulturellen Bereich an. Es wurde nach- und aufgeholt und bereits zu Anfang unseres Jahrhunderts der Anschluss an die Weltliteratur erreicht.
Vier ägyptische Intellektuelle, die Wegbereiter für den Modernismus waren und deren Wirkung und Einfluss weit über das literarische Schaffen hinausreichten, verdienen an dieser Stelle besondere Beachtung. Alle vier waren vom Realismus in seinen verschiedenen Spielarten geprägt, einem Realismus, der zahlreiche Elemente des reformistischen Geistes der Moderne in sich aufgenommen hatte.
Tahtāwī (1801–1873) zählt zu den arabischen Modernisten der ersten Stunde. 1826 führte ihn die erste ägyptische Studienmission nach Frankreich. Nach seiner Rückkehr im Jahre 1831 oblag ihm die Leitung des staatlichen Übersetzungsbüros und der Sprachenschule, ferner war er mit der Organisation des allgemeinen Schulwesens befasst. Er forderte die Ausdehnung der Schulbildung auf alle Schichten der Bevölkerung. Durch übersetzte Werke und eigene Schriften ebnete er europäischen Vorstellungen von Kultur und Gesellschaft den Weg in die arabische Welt und legte damit den Grundstein für die nachfolgenden Reformbewegungen.
Dschamal ad-Din al-Afghani (1839–1879), Gründer des islamischen Modernismus, lebte in Kairo, von wo er 1879 wegen politischer Aktivitäten ausgewiesen wurde. Sein Wanderleben führte ihn in seine Heimat Afghanistan, in die Türkei, nach Indien, Persien und Europa. In seinen Schriften und Agitationen verfocht er die Befreiung der islamischen Staaten von der europäischen Bevormundung, rief zur Einführung freiheitlicher Institutionen auf und propagierte die Einheit aller islamischen Staaten.
Sein Schüler Abduh (1849–1905) wurde nach einer kurzen Lehrtätigkeit in Kairo ebenso verbannt. Nach sechsjährigem Exil begann er im Jahre 1889, die Azhar-Universität zu reformieren und wurde 1899 zum Obermufti von Ägypten ernannt. Der Kern seiner Lehre bestand darin, den Islam mit den Neuerungen des Abendlandes in Einklang zu bringen. Ein Schriftsteller und Denker aus anderem Holz geschnitzt war der Kopte Salama Moussa (1887–1958), der 1913 nach seinem Aufenthalt in London und Paris als erster Araber eine Abhandlung über den Sozialismus veröffentlichte. Er war es auch, der 1920 die erste sozialistische Partei Ägyptens gründete. In fünfundvierzig Werken erörterte Musa politische, wirtschaftliche, gesellschaftliche und kulturelle Fragen. Strikt lehnte er die Rückbesinnung auf das kulturelle Erbe der Ahnen ab und propagierte die Modernisierung der arabischen Sprache. Sein kämpferischer Geist manifestiert sich ganz deutlich in seiner im Jahre 1947 erschienenen Autobiographie: »Ich kämpfe gegen diesen verfaulten Orient, in dem die Würmer der Tradition wühlen … Ich bin ein Feind jener Reaktionäre, die gegen die Wissenschaft, die moderne Zivilisation, die Emanzipation der Frau sind und sich in Mystifikationen verstricken«. Bereits zwanzig Jahre zuvor rief er zur Ausrichtung des Orients nach Europa auf, indem er im Vorwort seines Buches »Heute und Morgen« mit einer maßlos provokanten Naivität erklärte: »Wir müssen Asien verlassen und uns Europa zuwenden. Ich halte nichts vom Orient, ich glaube an den Westen«.
Ausgehend von dieser Grundhaltung, die auch andere Denker und Schriftsteller des 19. und 20. Jahrhunderts – allerdings in gemäßigter Form – vertraten, ist es nur einleuchtend, dass die erzählende Prosa durch englische, französische und sogar russische Vorbilder Anregungen erhielt.
Dank der Einführung der Drucktechnik und der von einigen syrischen und libanesischen Emigranten in Ägypten gegründeten Zeitungen und Zeitschriften fanden die neuen Ideen westlicher Literaten wie Rousseau, Maupassant, Hugo, Dickens, Scott, Gorkij, Tolstoi und anderen mehr ihren Weg zu dem verhältnismäßig kleinen Leserkreis. Zusammenfassend lässt sich über die moderne Prosa sagen, dass die politischen Umwälzungen und die sozialen Konflikte des 20. Jahrhunderts sowie die Auseinandersetzungen mit der westlichen Kultur und das ernsthafte Streben nach einer kulturellen Erneuerung die arabische Prosaliteratur tiefgreifend beeinflussen und sie weiterhin nachhaltig befruchten. Realismus, aufmerksame Beobachtung und nüchterne Analysen der Gegebenheiten der Neuzeit stehen im Vordergrund, Ritter und Helden nach traditioneller Vorstellung sind nicht mehr gefragt, ja sogar tabu geworden, und vor allem die literarische Mystifizierung und Glorifizierung der ruhmreichen Vergangenheit sind gänzlich verschwunden. Die behandelten Themen sind daher mannigfaltig; sie spiegeln ungetrübt die jüngste Vergangenheit und Gegenwart wider.
In der zeitgenössischen Prosa, die sich zwar in verschiedene Richtungen entfaltet, jedoch im gesamten arabischen Sprachraum erstaunlich einheitliche Merkmale aufweist, tauchen alle denkbaren Inhalte und Schattierungen der modernen Weltliteratur in einem farbenprächtigen orientalischen Gewand auf. Doch gibt es auch Anleihen an die westliche Literatur.

## Dialekte
Wenn man von „Arabisch“ spricht, muss man unbedingt von folgender Tatsache ausgehen:
Im arabischen Sprachraum existieren neben der normierten Schriftsprache zahlreiche regionale Dialekte, die als Umgangssprachen fungieren und von den Gebildeten wie Ungebildeten im Alltag gleichermaßen gebraucht werden. Diese Dialekte werden nicht geschrieben und sind untereinander mehr oder weniger stark verschieden.
Die Schriftsprache oder die moderne arabische Standardsprache basiert auf dem klassischen Arabisch und unterscheidet sich stark von den gesprochenen Varianten des Arabischen. Auf einen Nenner gebracht lässt sich diese sprachliche Situation folgendermaßen beschreiben:
Während die Hochsprache geschrieben aber nicht gesprochen wird, werden Dialekte gesprochen aber in der Regel und offiziell nicht geschrieben. Die Situation ist also vergleichbar mit der in der deutschsprachigen Schweiz.
„Die unbestrittene Vielzahl und Vielfalt der heutigen arabischen Dialekte verstellt aber allzu leicht den Blick auf einen Aspekt, unter dem man sie auch sehen kann: nämlich eine erstaunliche typologische Einheitlichkeit.“ (Werner Diem: Divergenz und Konvergenz im Arabischen. 1978)
Dialekte sind seit dem 9. Jahrhundert bezeugt und haben bis in unsere Gegenwart hinein vieles bewahrt, was die Schriftsprache mit ihrem normativen Charakter vereinheitlicht hat. Daher ist die Kenntnis der arabischen Dialekte – abgesehen von ihrem praktischen Wert – von größter Bedeutung für das Verstehen und die Erforschung der historischen Abläufe der Schriftsprache.
Über die Entstehung und Entwicklung der arabischen Dialekte liegen keine sicheren Belege vor. Aufgrund mehr oder weniger brauchbarer Anhaltspunkte bildeten sich zwei Ansichten heraus:
1. Die Dialekte sind erst nach der Ausbreitung des Islam außerhalb der arabischen Halbinsel und durch den Kontakt der Araber mit anderen Völkern entstanden. Die Sprachform der vorislamischen Dichter sowie die des Koran war mit der Umgangssprache jener Zeit identisch.
2. Es bestanden bereits im Vorislam zwei voneinander unterschiedliche Sprachformen: die Sprache der Poesie -Hochsprache- und die Umgangssprache -Dialekte-, bei denen die auslautenden Kurzvokale nicht gesprochen wurden.

Wie dem auch sei, wesentlich für die Ausprägung und Entwicklung der einzelnen Dialekte war zweifellos der enge Kontakt der Araber mit den Bewohnern der von ihnen eroberten Gebiete.
Die Quellen zur Erforschung der arabischen Mundarten und deren historischen Entwicklung sind natürlich nicht auf die gegenwärtig verwendeten Dialekte beschränkt, sondern es bietet sich eine Fülle von Material an, das sich in Form von vereinzelten Bemerkungen in den Werken der arabischen Grammatiker des 8. und 9. Jahrhunderts finden. Darin sind sprachliche Abweichungen und Sonderformen der verschiedenen arabischen Stämme niedergelegt. Auch die Angaben hinsichtlich der Aussprache der Koranleser jener Zeit geben Aufschluss über die damals herrschenden phonetischen Verhältnisse.
Ferner stellen die seit dem 9. Jahrhundert verfassten Schriften der arabischen Philologen über »die Sprachfehler des Volkes« eine wahre Fundgrube für die Erforschung des damaligen Sprachzustandes dar. Wichtige Quellen bilden ebenfalls zahlreiche Schriften, die vorwiegend von christlichen und jüdischen Autoren verfasst worden sind, die über äußerst unzureichende Kenntnisse der klassischen Sprache verfügten und deren Schriften infolgedessen mit dialektalen Erscheinungen durchsetzt waren. Die auf diese Weise entstandene Sprachform wird als »Mittelarabisch« bezeichnet.
Schließlich sei noch auf die arabischen Lehn- und Fremdwörter in anderen Sprachen verwiesen. Als ergiebige Quelle hierfür eignet sich insbesondere das Spanisch-Arabische, das erhellende Einblicke in den Vokalismus und die Aussprache mancher Konsonanten sowie Umbildungen in der Formenlehre gewährt.

### Gliederung
Die arabischen Dialekte lassen sich grundsätzlich in solche der »Sesshaften« (Stadt und Dorf) und die der »Beduinen« einteilen. Beide Begriffe werden rein formal gebraucht und sagen nichts über Status und Lebensweise der Sprecher aus.
Typologisch bezeichnen sie ganz grob zwei Dialektgruppen mit bestimmten Merkmalen, die sich am auffälligsten im Lautsystem äußern. Von allen Merkmalen hebt sich die Erhaltung der Laute th und dh in den Beduinen-Dialekten ab, während sie in denen der Sesshaften teils zu t und d, teils zu s und z geworden sind. Als weiteres Charakteristikum gilt für die Stadtdialekte die Lautverschiebung des q zum Stimmabsatz, während in den Beduinendialekten die Aussprache q beziehungsweise g vorherrscht. Erwähnenswert ist ferner die Aussprache des dj als g im Dialekt von Kairo.
Geographisch werden die arabischen Mundarten nach herrschendem Brauch in fünf Sprachgebiete gegliedert. Einzeln betrachtet bilden sie gemeinhin eine Einheit und weisen untereinander ein großes Maß an Übereinstimmung auf, so dass bei den Sprechern verschiedener Dialekte in der Regel keine Verständigungsschwierigkeiten auftreten. Die fünf Dialektgruppen sind:
1. Halbinsel-Arabisch: Die in diesem Sprachgebiet bekannten Dialektgruppen sind:
a) Die nordarabischen Beduinendialekte, die in die Mundarten des syrisch-irakischen Grenzgebietes zerfallen. Hierzu gehören die östlichen Dialekte von Kuwait, Bahrain, Katar und den Golfstaaten.
b) Hidjaz-Dialekte (Mekka).
c) Südwest-Dialekte (Jemen, Aden, Hadramaut, Zufar).
d) Oman-Dialekte.
2. Mesopotamisch-Arabisch: Das Sprachgebiet umfasst den Irak, die Südosttürkei und ein kleines Gebiet des nordöstlichen Syrien. Im Nordirak wird neben Arabisch auch Kurdisch und von einer kleinen Minderheit der neuaramäische Dialekt Aschuri gesprochen. Das Mesopotamisch-Arabische lässt sich in zwei Dialektgruppen einteilen, die ihrerseits in mehrere Mundarten zerfallen:
a) Qeltu-Dialekte: Diese bestehen aus den anatolischen Mundarten (Mardin, Diyarbakir, Siirt, Kozluk-Sason), den Tigris- und den Euphrat-Mundarten.
b) Gilit-Dialekte: Von ihnen sind nur der ländliche Dialekt von Kwayrisch und der muslimische Stadtdialekt von Bagdad bekannt.
3. Syrisch-Arabisch: Darunter fallen die Dialekte der Sesshaften von Syrien, Libanon, Jordanien und Palästina. Die in diesem Gebiet gesprochenen Beduinendialekte gehören zum Halbinsel-Arabisch. Das Syrisch-Arabische zerfällt in drei Dialektgruppen:
a) Libanesisch-zentralsyrische Dialekte (Damaskus).
b) Nordsyrische Dialekte (Aleppo).
c) Palästinensisch-Jordanische Dialekte.
4. Ägyptisch-Arabisch: Das Sprachgebiet umfasst die Dialekte Ägyptens und die des Ost- und Zentralsudan. Dieser kaum erforschte Sprachraum lässt nur die Einteilung in Ober- und Unterägypten zu. Zum Letzteren zählt der Dialekt von Kairo. Die Beduinendialekte Ägyptens weisen Merkmale des Maghribinischen oder Halbinsel-Arabisch auf.
5. Maghribinisch-Arabisch: Es handelt sich hierbei um die heutigen Dialekte Tunesiens, Marokkos, Algeriens, Libyens, Mauretaniens und Maltas. Historisch gehörten dazu auch die Dialekte Andalusiens und Siziliens. Das riesige Sprachareal wird in zwei Dialektgruppen gegliedert:
a) Prähilalische Dialekte (alle Dialekte der Sesshaften dieses Gebietes).
b) Hilalische Beduinendialekte (das Gebiet zwischen Alexandria und der tunesischen Medscherda, ferner Algerien, die atlantischen Ebenen Marokkos, das östliche und südliche Gebiet des Mittleren und Hohen Atlas bis zum Senegalstrom).
Im Maghrib werden neben den arabischen Dialekten auch mehrere Berberdialekte gesprochen, und zwar in Tripolitanien (Küstengebiet), Südtunesien und auf der Insel Dscherba, in Ostalgerien und dem Rif-Gebiet, im Mittleren und Hohen Atlas Marokkos und der Zentralsahara (Tuareg).

### Diglossie und Bilinguismus
Unter Diglossie versteht man das Ringen zwischen Hochsprache und Dialekt. Während die arabische Hochsprache in erster Linie Schriftsprache ist und als solche die Sprache der Literatur, der Wissenschaft, der Presse, aber auch anderer Medien wie Rundfunk und Fernsehen, kurzum die Sprache der formellen Situation, stellen die arabischen Dialekte die Sprache des Alltags dar, die von allen sozialen Schichten, von unerheblichen Nuancen abgesehen, gleichermaßen gesprochen wird.
Was nun den Dialekt im Wesentlichen von der Hochsprache unterscheidet, sind sicherlich nicht die augenfälligen, sich an der Oberfläche bewegenden Abweichungen in Phonetik und Wortschatz, da das eigentliche Wesen einer Sprache auf der Satzkonstruktion beruht. Vereinfacht lässt sich sagen, dass der Schwerpunkt in den arabischen Mundarten auf dem Wort, in der Hochsprache auf dem Satzbau liegt.
Das Hauptproblem in der arabischen Diglossie besteht zweifellos darin, dass für die Befürworter der Hochsprache nicht der Inhalt, sondern die Form des Gesagten zählt. Sie vertreten die Auffassung, der Dialekt drücke das Gefühl, die Hochsprache dagegen den Intellekt aus, was zu jahrzehntelangen, vehementen Diskussionen führte.
Diese Zeit scheint nunmehr überwunden, da der Unterschied zwischen Hochsprache und Dialekt aufgrund eines relativ fortschrittlichen Schulwesens und bildungspolitischer Maßnahmen sowie durch den großen Wirkungskreis der Massenmedien im Schwinden begriffen ist.
Bilinguismus, die Zweisprachigkeit, tritt heute strenggenommen nur noch in der sprachlichen Situation der Maghrib-Staaten Tunesien, Marokko und Algerien zutage. In allen drei Staaten bestehen zwei Sprachen verschiedener Kulturen nebeneinander: Arabisch und Französisch. Hinzu kommen die regionalen Mundarten und in Marokko und Algerien auch die Dialekte der Berber.
Trotz der enormen Anstrengungen im Schulwesen und der unaufhörlichen Bemühungen um Arabisierung übt die französische Sprache weiterhin einen nachhaltigen Einfluss aus. Diese sprachliche Situation ist das Ergebnis einer langen Fremdherrschaft, die in Marokko 45, in Tunesien 75 und in Algerien 130 Jahre dauerte und deren Kultur- und Bildungspolitik zum Teil auf eine vollständige Französisierung einiger Gebiete ausgerichtet war.
Eine ähnliche Situation herrscht auch im Libanon, wo Französisch als Kultur- und Bildungssprache zwar immer noch eine nicht zu unterschätzende Rolle spielt, die Auswirkung der Zweisprachigkeit auf das kulturelle Leben jedoch wesentlich geringer ist als in den Maghrib-Staaten.